# Paraboarmia viertlii
Paraboarmia viertlii is een vlinder uit de familie spanners (Geometridae). De wetenschappelijke naam is voor het eerst geldig gepubliceerd in 1883 door Bohatsch.
De soort komt voor in Europa.